# Час у Тайвані
На всій території Китайської Республіки Тайвань діє час восьмого поясу (UTC+8) без щорічного переведення стрілки годинника на одну годину вперед.

## Історія змін
| 1896 – 1937 | 西部標準時   | Seibu Hyōjunji             | UTC+8 |
| 1937 – 1945 | 中央標準時   | Chūō Hyōjunji              | UTC+9 |
| 1945 – 1945 | 西部標準時   | Seibu Hyōjunji             | UTC+8 |
| 1945 – 2000 | 中原標準時間 | Zhōngyuán Biāozhǔn Shíjiān | UTC+8 |
| з 2000      | 國家標準時間 | Guójiā Biāozhǔn Shíjiān    | UTC+8 |